# Acanthomintha
Acanthomintha — рід однорічних ароматних рослин поширених у Каліфорнії (США) й Баха-Каліфорнії (Мексика). Рослини населяють відкриті ділянки в скелястих або глинистих ґрунтах.
Листки від нещільно зубчастих до майже цілих. Приквітки листоподібні, зубчасті й часто з верхівковими шипами. Чашечка 2-губа, 5-лопатева (3/2), частки майже рівні, трикутно-ланцетні, з шиповими кінчиками, задня губа довша, ніж передня. Віночок білий або рожевий, 2-губий, 4–5-лопатевий (1–2/3). Тичинок 4. Горішки зворотно-яйцювато-довгасті, гладкі, клейкі. 2n = 19.
Рід містить 4 види: Acanthomintha duttonii (Abrams) Jokerst, Acanthomintha ilicifolia A.Gray, Acanthomintha lanceolata Curran, Acanthomintha obovata Jeps.